# Robert Peirson
Robert Peirson (Islington, Londres, 2 de junho de 1821 – 15 de junho de 1891) foi um astrônomo e físico teórico inglês.
Nascido em uma família rica em sua residência Nº 5, em Barnsbury Park, Islington, Middlesex, Robert Peirson viveu sua vida lá, exceto durante sua residência em Cambridge.
He was admitted a Foundation Scholar in 1842, and took his degree as Third Wrangler in 1845, the year of Dr Parkinson and Sir William Thomson (now Lord Kelvin). He was admitted a Fellow of the College in 1849 in succession  to Mr Blick, who had accepted the living of Brandesburton; and kept his Fellowship till 1855. He does not appear to have held any College office. In 1850 he was awarded the first Adams Prize, founded in 1848, for an essay on The Theory of the Long Inequality of Uranus and Neptune, which was printed in vol. ix of the Transactions of the Cambridge Philosophical Society.
Depois de deixar Cambridge viveu uma vida reclusa e se ocupou com o estudo da astronomia e da óptica. Em 1858 comprou vários acres de terra em Wimbledon Park, Surrey, e organizou a construção lá entre 1859 e 1861 de uma residência imponente, que chamou de Devonshire Lodge. No entanto, sofreu um grave revés financeiro pouco antes de poder se mudar para lá. Conseqüentemente, teve que vender Devonshire Lodge e permanecer em sua residência em Barnsbury.
Ele nunca se casou. Seus trabalhos póstumos foram examinados por Alfred William Flux, membro do St. John's College, Cambridge, com o objetivo de publicar uma parte deles. Em 1893 a St. John's College Library adquiriu os manuscritos e alguns cadernos de anotações. O material está contido em 50 caixas e a maioria está relacionada à astronomia e óptica, com datas de 1854 a 1890.